# Olli Huttunen
Olavi "Olli" Huttunen, född 4 augusti 1960 i Kajana, är en finländsk fotbollstränare och före detta spelare. Huttunen tillbringade hela sin aktiva karriär i FC Haka där han gjorde 431 ligamatcher och vann bland annat Tipsligan 1995. Han blev utsedd till årets spelare i Finland 1982 och 1984. Huttunen gjorde även 61 landskamper för Finlands landslag.
Efter sin aktiva karriär så fortsatte Huttunen i Haka då han blev assisterande tränare i klubben 1998. Fyra år senare tog han över huvudansvaret och förde klubben till ett ligaguld 2004. 8 november 2010 ersatte han den sparkade Stuart Baxter som Finlands förbundskapten inför matchen mot San Marino.

## Meriter

### Som spelare
FC Haka
- Tipsligan: 1995
- Finlands cup: 1982, 1985, 1988
- Årets fotbollsspelare i Finland: 1982, 1984

### Som tränare
FC Haka
- Tipsligan: 2004
- Finlands cup: 2002, 2005